# Vipasne (Djankoi)
|  | Per a altres significats, vegeu «Vipasne». |

Vipasne (en ucraïnès: Випасне, rus: Выпасное, en tàtar de Crimea: Vıpasnoye) és un poble de Crimea, que el 2014 tenia 245 habitants. Pertany al districte rural de Djankoi. Fins al 1948 la vila es deia Sovkhoz Ixun.